# Humannviertel
Das Humannviertel war der größte zusammenhängende Siedlungsbau in Bremen in der Weimarer Republik. Die Fürsorgewohnungen des Bremischen Staates im Humannviertel in Gröpelingen, Ortsteil Lindenhof, Axstedter Straße 1 bis 17, Bokeler Weg 1 bis 20, Wischhusenstraße 28 bis 44 und Am Kammerberg stammen von 1931.
Die Gebäude stehen seit 2016 unter Bremischen Denkmalschutz.

## Geschichte
Die zweigeschossigen verputzten Gebäude wurden 1929/31 als dritter Bauabschnitt des Humannviertels in vier Wohnzeilen mit 160 Wohnungen nach Plänen des Bremischen Wohnungsbauamtes für das Amt gebaut, um die Wohnungsnot zu lindern.
Nach dem Zweiten Weltkrieg übernahm die städtische Bremische Gesellschaft die Häuser. Ab 1979 veräußerte die Bremische die einst einheitlichen Immobilien an private Käufer, die sie individuell umgestalteten. 1990 plante die Bremische 725 neue Reihenhauswohnungen im Viertel. 2005 wurde für das Gebiet des Ensembles von 1931 vorbereitende Untersuchungen für ein Sanierungsgebiet eingeleitet. Ab 2014 plante die Stadt mit Fördermitteln des städtebaulichen Denkmalschutzes diesen „Siedlungsschatz“ zu sanieren. Durch eine Erhaltungssatzung sollte das Ensemble geschützt werden, wogegen sich rund 100 Hauseigentümer erfolgreich aussprachen. Damit konnten die daran gebundenen Städtebaufördermittel nicht eingesetzt werden.
Das Landesamt für Denkmalpflege Bremen befand 2016: „Sie [die Wohnungen] sind jedoch in der damals noch jungen Weimarer Demokratie umso mehr ein Bekenntnis des Bremischen Staates, sich um die sozial besonders Bedürftigen zu kümmern.“
Die dreigeschossige Neue Oberschule Gröpelingen (NOG), Ernst-Waldau-Str. 1A, wurde im Viertel 2010 als vierzügige Ganztagsschule mit den Klassen 6 bis 10 gegründet und hat rund 500 Schüler (2021/22).
Humannstraße und Humannviertel wurden nach dem Hof von Humann benannt. Die Zugehörigkeit des Hofs zu Gröpelingen war längere Zeit strittig, bis er 1870 dann Gröpelingen zugeordnet wurde. Der Hof wurde im Zweiten Weltkrieg zerstört.